# Barbexaclona
A barbexaclona é um fármaco utilizado pela medicina com antiepilético.

## Indicações
Convulsões do tipo grande mal, crises com presença de febre, crises parciais de sintomatologia mais simples. A barbexaclona é um substituto do fenobarbital.